# 小嶋光信
小嶋 光信（こじま みつのぶ、1945年4月4日 - ）は、日本の実業家、両備グループ代表。
地方におけるバスや鉄道の再建を積極的に手がけ、「（地方）公共交通の救世主」 や「地方公共交通の再生請負人」とも呼ばれている。

## 来歴
東京都で実業家の家に生まれ、子供の頃から実業家を志していた。慶應義塾中等部、慶應義塾高等学校、慶應義塾大学経済学部卒業。大学在学中はキャンパス内での貸しロッカーや家庭教師の派遣事業などを手がけていた。また所属していたグライダー部でトレーラーを牽引するための大型免許を取得した。
1968年に三井銀行入行。入行1年半で与信担当となり、様々な会社の経営現場に立ち会う。
1973年、義父から両備運輸の再建を依頼され入社、常務に就任。1975年には岡山タクシー社長に就任するなど両備グループの経営を手がけ、1999年には両備バス社長に就任、同グループの代表となる。2004年には岡山大学理事に就任。
2006年、南海電気鉄道が運営を断念した貴志川線の経営を引き継ぐため和歌山電鐵を設立し社長に就任。各社員が一人三役をこなす徹底した合理化に加え、両備グループデザイン顧問の水戸岡鋭治のデザインによるユニークな改装電車（和歌山電鐵2270系電車参照）や、貴志駅の猫の駅長たまなどのアイデアで再建を進めている。和歌山電鐵の出発式当日には、伊太祈曽駅で小嶋の姿を見つけた老婦人達から手を合わせて感謝されたという逸話も残っている。同年12月には経営が行き詰まった広島県福山市の中国バスを再建するために受け皿会社を設立し社長に就任するなど、公共交通の再建に積極的に乗り出している。2007年、両備ホールディングス社長に就任。2011年、両備ホールディングスと岡山県内のグループ会社の社長の座を松田久へ譲り、両備ホールディングス会長兼代表経営責任者となる（岡山県外のグループ会社の社長は引き続き小嶋が兼務）。

## 人物
たまを見て一目で駅長就任というアイデアを打ち出した小嶋ではあるが、小嶋自身は自宅に紀州犬を飼っていたこともあって猫よりも犬好きであるという。

## 関係人物
- 松田敏之 - 次男、両備ホールディングス社長
- 小嶋光昭 - 実兄、元駐ネパール大使、日本ネパール協会会長
- 松田堯 - 両備ホールディングス名誉会長
- 津田永忠 - 岡山藩郡代。小嶋が経営の理想として掲げている[1]

## テレビ出演
- 日経スペシャル カンブリア宮殿 地方公共交通の救世主（2010年9月6日、テレビ東京）[5]

## 書籍

### 著書
- 『日本一のローカル線をつくる たま駅長に学ぶ公共交通再生』（2012年2月15日、学芸出版社）ISBN 9784761512996
- 『地方交通を救え！ 再生請負人・小嶋光信の処方箋』（共著者:森彰英）（2014年8月16日、交通新聞社新書）ISBN 9784330489148
- 『ねこの駅長たま びんぼう電車をすくったねこ』（挿絵:永地）（2016年7月1日、角川つばさ文庫）ISBN 9784046315984

### 監修
- 『地域モビリティの再構築』（監修:家田仁 小嶋光信、編著:三村聡 岡村敏之 伊藤昌毅）（2021年8月10日、薫風社）ISBN 9784902055412

### 関連書籍
- 『猫のたま駅長 ローカル線を救った町の物語』（著者:西松宏）（2009年4月8日、ハート出版）ISBN 9784892956386